# Kassabon

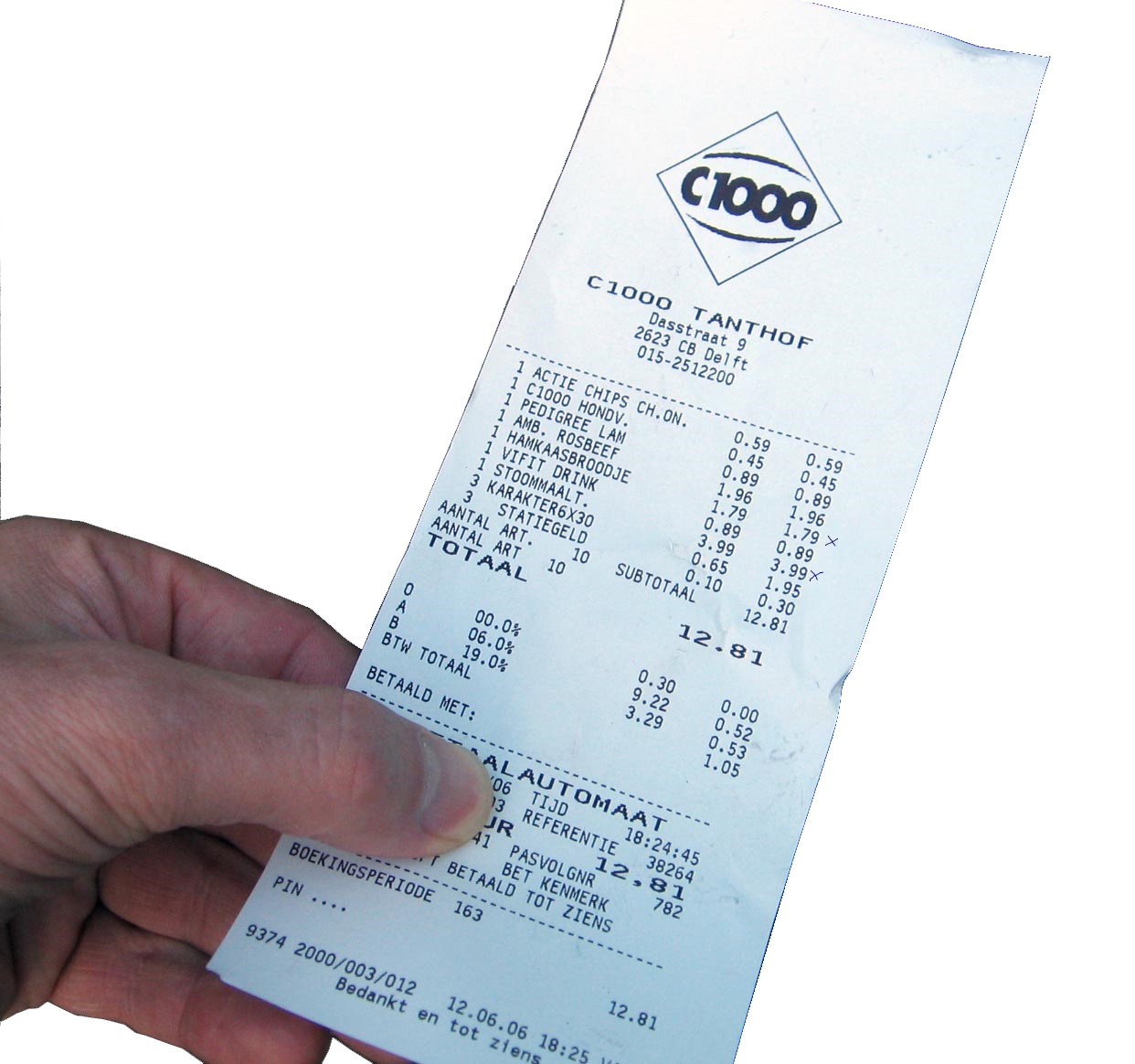
Voorzijde kassabon

Een kassabon is een strookje papier dat afgedrukt wordt door een kassa, waar de bedragen op staan die afgerekend zijn. Ook staat er meestal een korte omschrijving van de aangekochte artikelen op. Naast het totaalbedrag wordt het btw-bedrag vermeld. Bovendien wordt aangegeven op welke wijze er is betaald: contant, met PIN, met chipkaart of met een kredietkaart, waarbij tevens een handtekeningveldje geprint kan worden. Op moderne bonnen treft men een boekingsperiode aan, een kassanummer, een referentienummer, de tijd, de plaats en naam of nummer van de betrokken kassamedewerker, die daarmee te allen tijde traceerbaar is, wat vooral bij winkelketens met een groot aantal filialen van belang kan zijn. Tot slot kunnen de openingstijden van de winkel op de bon zijn vermeld en misschien zelfs de wens "Tot Ziens!".
De kassabon dient als bewijs van aankoop en betaling. Dit kan van belang zijn als men later in een winkel komt die hetzelfde product verkoopt (of nog eens in dezelfde winkel), terwijl men het eerder gekochte product nog of weer bij zich heeft. De kassabon kan ook dienen als garantiebewijs, en dient overhandigd te worden als er artikelen geruild moeten worden. Aan de datum en tijd van de aankoop op de bon is zichtbaar of de vermelde omruiltermijn nog niet verlopen is. Doordat de kassabon een betaalbewijs is kan hij ook worden gebruikt bij het declareren van uitgaven.
De oudere typen kassabon worden geprint met een klein type matrixprinter dat het karakteristieke ratelende geluid van een elektrische kassa geeft. De bon die de klant meekrijgt bestaat dan vaak uit een soort doorslagje. Het origineel blijft in de winkel voor de administratie. De nieuwere typen kassabon worden geprint met modernere typen printers. Vaak wordt thermisch (hittegevoelig) papier gebruikt, vanwege de mogelijkheid om met een relatief hoge printsnelheid en lage kosten (geen inkt nodig) een acceptabele resolutie te printen, waardoor met name de snelheid van de kassa's verhoogd kan worden. Deze bonnen verbleken langzaam en worden geheel zwart door warmte. In 2002 werd in Europa 77% van de kassabonnen afgedrukt op thermisch papier en 23% met een matrixprinter. In 1995 was de verhouding, 12% voor bonnen op thermisch papier en 88% voor de matrixprinter. Een thermische kassabon blijft langer leesbaar door hem te bewaren in het donker, in een niet te vochtige omgeving en op kamertemperatuur. Door zonlicht, wrijving, warmte, vet en vocht kan de bon vervagen. Consumentenorganisaties vinden dat de kassabon minstens even lang moet meegaan als het aangeschafte product. Voorlopig wordt de klant geadviseerd een fotokopie of scan te maken van de kassabon. Er zijn diverse winkels die een vervaagde kassabon als aankoopbewijs accepteren, maar ook een fotokopie of scan van een kassabon wordt door sommige detailhandelaars wel geaccepteerd als aankoop- en garantiebewijs.
Winkels die bedrijven als klant hebben, zoals de Makro, hanteren vaak kassabonnen van een veel groter formaat (A4 of een kettingformulier), waarbij de uitsplitsing naar inclusief en exclusief btw veel gedetailleerder is. Men spreekt in deze gevallen eerder van een factuur.
Bij zelfscankassa's, waar mensen zelf hun producten kunnen scannen onder minimaal of geen toezicht, bevindt zich soms op de kassabon een streepjescode waarmee men de winkel kan verlaten. Dit gaat alleen het helemaal niet afrekenen tegen, niet het afrekenen van slechts een deel van de artikelen.
Door sommigen worden dozen vol met kassabonnen voor de belasting bewaard voor de eventuele controle van de aangifte. Voor een gestolen/ontvreemd/verloren voorwerp is een kassabon vaak nodig om de aangifte bij de verzekering te staven.
Ten tijde van oplaaiende, hevige concurrentie tussen supermarkten worden soms kassabonnen van verschillende supermarkten met elkaar vergeleken om lagere prijzen af te dwingen. Soms wordt een winkelwagen vol met eendere of vergelijkbare artikelen vergeleken. De vergelijking moet het prijsvoordeel aantonen van de hiermee adverterende supermarkt. 
In sommige supermarkten dient de klant zijn handtekening op de kassabon te plaatsen als zij een bedrag gepind heeft dat hoger is dan wat de kassabon aangeeft en dit contant ontvangt. De winkel verlangt dit om misbruik tegen te gaan.

## Reclame op kassabonnen
Op kassabonnen worden speciale acties van de winkelketen vermeld of er wordt soms een kortingsbonnetje voor het volgende bezoek aan de winkel op afgedrukt. In Nederland zijn spaarpunten voor de zogenaamde "kassabonactie" in de supermarktbranche geïntroduceerd door de heer Hoogvliet, eigenaar van Hoogvliet supermarkten.
Er worden soms tegen betaling ook advertenties of kortingacties van andere ondernemers geplaatst op de achterzijde van de kassabonnen van supermarkten als Albert Heijn, Jumbo en PLUS. Het concept, dat oorspronkelijk uit de Verenigde Staten komt, werd in 2001 door een ondernemer in Nederland geïntroduceerd. Supermarktbezoekers vinden op de kassabon een aanbieding waarvoor ze bij een andere ondernemer terechtkunnen. Daarnaast wordt de kassabon wel gebruikt als medium voor reguliere advertenties. In 2014 kreeg reclame op de achterzijde van de kassabon aandacht van de landelijke pers, toen een makelaar het medium inzette om zijn te koop staande woningen onder de aandacht te brengen.

## Digitale kassabon
Diverse winkelketens hebben een app waarin kassabonnen digitaal kunnen worden opgeslagen, wat het probleem van verbleken oplost. Daarvoor moet de fysieke of digitale klantenkaart bij het afrekenen gescand worden (wat vaak ook andere voordelen biedt). In het geval van zelfscan wordt ook nog een papieren versie verstrekt met een streepjescode om door de uitgang te kunnen, of soms naar keuze een kleine bon met alleen die streepjescode.
Bij Albert Heijn zijn de digitale kassabonnen 27 maanden te raadplegen. Onder meer Action, Jumbo en Lidl bieden ook digitale kassabonnen.